# Teddy Wilson (rugbista)
Teddy Wilson (Sídney, Australia, 25 de febrero de 2003) es un jugador profesional australiano de rugby que se desempeña en la posición de medio scrum en New South Wales Waratahs, equipo perteneciente a la liga Súper Rugby.

## Carrera
En 2020, Wilson se unió al equipo Eastern Suburbs RFC (2020-2021), después pasó a New South Wales Waratahs, donde lleva jugando tres temporadas. También fue parte de la Selección juvenil de rugby de Australia.